# Quinton Howden
Quinton Howden (* 21. Januar 1992 in Oakbank, Manitoba) ist ein kanadischer Eishockeyspieler, der im Verlauf seiner aktiven Karriere zwischen 2008 und 2023 unter anderem 97 Spiele für die Florida Panthers und Winnipeg Jets in der National Hockey League (NHL) auf der Position des rechten Flügelstürmers bestritten hat. Darüber hinaus absolvierte Howden über 170 weitere Partien in der Kontinentalen Hockey-Liga (KHL) und war eine Spielzeit bei den Kölner Haien in der Deutschen Eishockey Liga (DEL) aktiv. Mit der kanadischen Nationalmannschaft gewann er bei den Olympischen Winterspielen 2018 die Bronzemedaille. Sein jüngerer Bruder Brett Howden ist ebenfalls professioneller Eishockeyspieler.

## Karriere

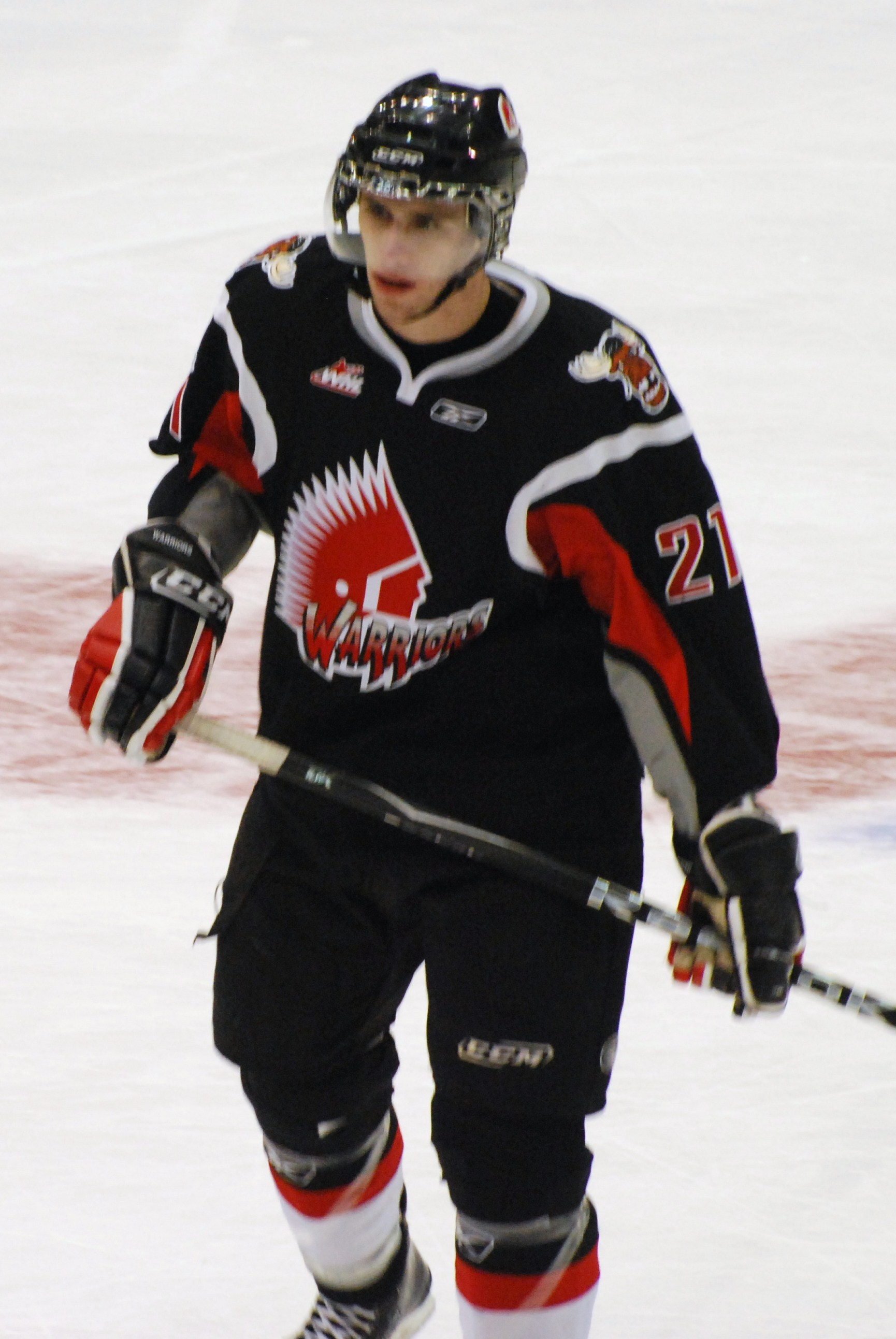
Howden im Trikot der Moose Jaw Warriors (2010)

Howden begann seine Laufbahn in den lokalen Eishockeyligen der kanadischen Provinz Manitoba, bevor er 2007 als Gesamterster im WHL Bantam Draft von den Moose Jaw Warriors aus der Western Hockey League (WHL) ausgewählt wurde. Nachdem er bereits zum Ende der Saison 2007/08 fünf Spiele für die Warriors absolviert hatte, gelang Howden in der folgenden Spielzeit als Rookie auf Anhieb der Sprung zum Stammspieler. In 62 Spielen konnte er dabei 30 Punkte erzielen und wurde zum Rookie des Jahres der Moose Jaw Warriors gewählt. In der Saison 2009/10 konnte sich der Stürmer deutlich steigern und mit 65 Scorerpunkten am Ende der Saison erstmals die Marke von einem Punkt pro Spiel erreichen. Gleichzeitig wurde er zum CHL Top Prospects Game eingeladen. Im NHL Entry Draft 2010 wurde Howden schließlich in der ersten Runde an 25. Stelle von den Florida Panthers ausgewählt.
Vor Beginn der Saison 2010/11 wurde Howden zum Assistenzkapitän der Warriors ernannt. Obwohl er in der regulären Saison fünf Spiele weniger bestritt, konnte er seine Torausbeute von 28 deutlich auf 40 Tore steigern und war damit bester Torschütze seines Teams. Zudem wurde er am Ende der Saison in das Second All-Star Team der Eastern Conference gewählt. Auch in der folgenden Spielzeit verhalf er den Warriors mit 30 Toren zum erneuten Einzug in die Playoffs, wo sie bis in die Conference-Finals vordringen konnten.
Im April 2011 unterzeichnete Quinton Howden einen Einstiegsvertrag über drei Jahre mit den Florida Panthers. Zur Saison 2012/13 wechselte er schließlich zum Farmteam der Panthers, den San Antonio Rampage, in die American Hockey League (AHL). Dort gelangen ihm in seiner Rookiesaison in 57 Einsätzen insgesamt 30 Scorerpunkte. Nachdem sich der Saisonstart in der National Hockey League (NHL) um mehrere Monate bis Januar 2013 verzögert hatte, wurde Howden Ende des Monats erstmals in den Kader der Panthers berufen. Dort erhielt er seinen ersten Einsatz bei einer 1:7-Niederlage gegen die Philadelphia Flyers.
Nach vier Jahren in der Organisation der Panthers wurde sein Vertrag nach der Saison 2015/16 nicht verlängert, sodass er sich im Juli 2016 als Free Agent für ein Jahr den Winnipeg Jets anschloss. Dort kam er mit der Ausnahme von fünf NHL-Spielen aber hauptsächlich im Farmteam, den Manitoba Moose, in der AHL zum Einsatz. Nachdem er bis Mitte August 2017 kein neues NHL-Team gefunden hatte, wechselte er zur Saison 2017/18 zum HK Dinamo Minsk in die Kontinentale Hockey-Liga (KHL). Nach zwei Jahren bei Dinamo wurde er im August 2019 im Tausch gegen Andrew Calof an den Ligakonkurrenten Torpedo Nischni Nowgorod abgegeben. Dort absolvierte der Angreifer bis zum Ende des Kalenderjahres allerdings nur 36 Spiele, ehe er kurz vor Weihnachten innerhalb der KHL an HK Witjas abgegeben wurde. Nachdem Howden die Spielzeit bei Witjas beendet hatte, wechselte er in der folgenden Spielzeit zu den Malmö Redhawks aus der Svenska Hockeyligan (SHL). Bereits eine Saison später fand er in den Kölner Haien aus der Deutschen Eishockey Liga (DEL) für die Saison 2021/22 einen neuen Arbeitgeber.
Anschließend befand sich der Kanadier über den Sommer und Herbst 2022 auf der Suche nach einem neuen Verein, den er im November desselben Jahres in Mikkelin Jukurit aus der finnischen Liiga fand. Nach zehn Einsätzen endete das Engagement aber bereits wieder im Dezember und er wechselte im Januar 2023 – nach einem zunächst nicht erfolgreichen Probeengagement beim Örebro HK in der SHL – zu den Brûleurs de Loups de Grenoble in die französische Ligue Magnus. Mit diesen wurde er am Saisonende Vizemeister und verließ den Klub daraufhin ebenfalls. In der Folge trat Howden nur noch im kanadischen Amateur-Eishockey in Erscheinung.

### International
Auf internationaler Ebene erhielt der Kanadier seinen ersten Einsatz bei der U18-Junioren-Weltmeisterschaft 2010, bei der die Mannschaft in der Vorrunde ausschied. Howden erzielte dabei in sechs Spielen vier Tore und gab zudem zwei Vorlagen. Für die U20-Junioren-Weltmeisterschaft 2011 wurde der Stürmer erneut in die kanadische U20-Landesauswahl berufen und gewann mit der Mannschaft die Silbermedaille. Im folgenden Jahr wurde er zum Assistenzkapitän der Junioren-Nationalmannschaft ernannt und verhalf seinem Team bei der U20-Junioren-Weltmeisterschaft 2012 mit sechs Scorerpunkten zum Gewinn der Bronzemedaille.
Sein Debüt für die A-Nationalmannschaft gab der Angreifer im Rahmen der Olympischen Winterspiele 2018, bei denen er mit dem Team, das ohne NHL-Spieler antrat, die Bronzemedaille gewann.

## Erfolge und Auszeichnungen
- 2010 Teilnahme am CHL Top Prospects Game
- 2011 WHL East Second All-Star Team
- 2023 Französischer Vizemeister mit den Brûleurs de Loups de Grenoble

### International
- 2009 Goldmedaille beim Ivan Hlinka Memorial Tournament
- 2011 Silbermedaille bei der U20-Junioren-Weltmeisterschaft
- 2012 Bronzemedaille bei der U20-Junioren-Weltmeisterschaft
- 2018 Bronzemedaille bei den Olympischen Winterspielen

## Karrierestatistik

### International
Vertrat Kanada bei:
| - World U-17 Hockey Challenge 2009 - Ivan Hlinka Memorial Tournament 2009 - U18-Junioren-Weltmeisterschaft 2010 | - U20-Junioren-Weltmeisterschaft 2011 - U20-Junioren-Weltmeisterschaft 2012 - Olympischen Winterspielen 2018 |

(Legende zur Spielerstatistik: Sp oder GP = absolvierte Spiele; T oder G = erzielte Tore; V oder A = erzielte Assists; Pkt oder Pts = erzielte Scorerpunkte; SM oder PIM = erhaltene Strafminuten; +/− = Plus/Minus-Bilanz; PP = erzielte Überzahltore; SH = erzielte Unterzahltore; GW = erzielte Siegtore; 1 Play-downs/Relegation; Kursiv: Statistik nicht vollständig)